# Рихарда фон Спонхайм
Рихарда или Рихардис фон Спонхайм (на немски: Richarda/Richgardis/Richgard von Sponheim; Richarda fon Levanthal; * ок. 1070; † ок. 1112 или ок. 10/11 април 1130) от род Спанхайми, е графиня от Спанхайм и чрез женитби графиня на Шварценбург, маркграфиня на Марка Истрия и Крайна, графиня на Дисен и халграфиня (солница) в Райхенхал.

## Биография
Тя е дъщеря на Енгелберт I фон Спанхайм († 1096), граф в Каринтия, маркграф на Марка Истрия, и съпругата му Хадвиг Билунг Саксонска († 1112), дъщеря на херцог Бернхард II от Саксония († 1059) и на Еилика († 1056) от род Швайнфурти.
Сестра е на Бернхард фон Триксен († 1147), граф на Триксен, Хайнрих IV († 1123), херцог на Каринтия, маркграф на Верона (1122 – 1123), Енгелберт († 1141), маркграф на Истрия (1103 – 1134), херцог на Каринтия (1123 – 1135), Зигфрид II (I) († 1132), граф на Спанхайм-(Лебенау), и на Хартвиг († 1126), епископ на Регенсбург (1105 – 1126).
Рихарда дава със синът си Енгелберт фон Васербург една мелница в Клетхам (Алтенердинг/Ердинг) на манастир Еберсберг.

## Фамилия
Първи брак: през 1090 г. с Бертхолд I фон Шварценбург († 1090). Тя е втората му съпруга. Те имат двама сина:
- Фридрих I фон Шварценбург († 25 октомври/9 ноември 1131), архиепископ на Кьолн (1100 – 1131)
- Енгелберт фон Шварценбург († сл. 1125), граф, господар на замък Шварценбург, женен за фон Мюленарк

Втори брак: между 1090 и 1093 г. с граф Попо II († 1098), маркграф на Крайна и Истрия. Те имат пет деца:
- София фон Истрия († 6 септември /сл. 6 февруари 1132), омъжена за граф Бертолд II фон Андекс († 1151)
- Хедвиг фон Виндберг († 1 декември 1162), омъжена I. за граф Херман I фон Винценбург († 1130), II. за граф Алберт II фон Боген († 1146)
- Попо? фон Истрия († сл. 1117)
- Улрих фон Истрия († 30 март 1124)
- Зигхард фон Истрия († пр. 30 март 1124), свещеник

Трети брак: малко преди 1100/сл. 1101 г. с граф Гебхард I фон Дисен, халграф (солница) в Райхенхал († 3 октомври 1102). Те имат един син:
- Енгелберт фон Васербург (* ок. 1100; † 20 септември 1161), халграф в Райхенхал, граф на Ател, Линтбург и Васербург, женен I. за Аделхайд, II. ок. 1120 г. за Хедвиг фон Формбах-Фихтенщайн († 4 февруари 1170)